# Di-n-heptylphthalat
Di-n-heptylphthalat (häufig unpräzise Diheptylphthalat genannt) ist eine chemische Verbindung aus der Gruppe der Carbonsäureester.

## Gewinnung und Darstellung
Di-n-heptylphthalat kann durch Alkoholyse von Phthalsäureanhydrid und anschließende die Umwandlung des entstandenen Monoesters zu einem Diester gewonnen werden.

## Eigenschaften
Di-n-heptylphthalat ist eine brennbare, schwer entzündbare, gelbliche Flüssigkeit.

## Verwendung
Di-n-heptylphthalat wird als Weichmacher für Vinylharze verwendet.